# André Chabanne
Pour les articles homonymes, voir Chabanne.
André Chabanne est un résistant (dit « Blanqui ») et homme politique français né le 3 avril 1914 à Cherves-Châtelars en Charente et mort le 12 février 1963 à Beurlay en Charente-Maritime.

## Biographie
Fils d'agriculteurs, orphelin de guerre, André Chabanne est d'abord boursier au collège de Chasseneuil puis entre à l'école normale d'Angoulême en 1931. Il est nommé instituteur à Stains. Après 1946, il reprend son métier d'enseignant, en Charente.
Il repose dans la crypte du mémorial de la résistance de Chasseneuil-sur-Bonnieure.

## Résistance
Mobilisé le 2 septembre 1939 dans le 23e régiment d'infanterie coloniale, il est fait prisonnier le 17 juin 1940 et s'évade une première fois le 23 juin avant d'être repris le 25 juin. Envoyé au camp disciplinaire de Cloppenburg, il échoue dans une tentative d'évasion le 3 mai 1942. À sa troisième tentative, il est repris à la frontière des Pays-Bas. Il s'évade pour la quatrième fois du camp disciplinaire de Rhénanie, où il est enfermé le 1er novembre 1942. Il met deux mois à parcourir 600 km, ne marchant que la nuit. Il séjourne à Paris jusqu'en mars 1943 puis rejoint le domicile de sa grand-mère à Cherves-Châtelars.
Aux côtés de Guy Pascaud, dit « You », et d'Hélène Nebout, dite « chef Luc », il crée le maquis de Bir Hacheim le 22 mars 1943. Après l'arrestation de  Pascaud, il est entièrement chargé de l'organisation du maquis et de l'armement des 1 800 hommes qui le composent. Malgré sa demande, aucun officier ne vient en prendre le commandement et il est nommé colonel. Commandant de la subdivision militaire de la Charente-Maritime en 1944, il participe aux combats de la Libération, notamment dans la poche de Royan.

## Carrière politique
Il est élu député de la Charente à la première assemblée constituante  le  21 octobre 1945 sur la liste d'Union de la résistance. Il participe aux travaux de la Commission de l'agriculture et du ravitaillement et intègre la Haute Cour de justice le 31 décembre.
Il vote contre le projet de constitution le 19 avril 1946.
Il est battu lors des élections à la seconde assemblée constituante et met fin à sa carrière politique.

## Distinctions
- Chevalier de la Légion d'honneur
- Croix de guerre 1939–1945
- Médaille de la Résistance française
- Médaille des évadés